# 理多
理多（りた、3月25日 - ）は、日本の女性声優、歌手。大阪府吹田市出身。身長151cm。
声優活動の際には理多、歌手活動の際にはRitaの名義で表記する。主にアダルトゲーム業界で活動している。
2004年に作曲家の内山利彦、ボーカルエンジニアの高松アンドと共に音楽ユニットBlueberry & Yogurt（通称：ぶるよぐ）を結成したが、2005年後半、高松はBlueberry & Yogurtの活動から離れ、現在はRitaと内山による2人のユニットとなっている。Ritaは作詞とボーカルを担当、内山は作曲・編曲・レコーディング・エンジニアリングを担当し、アダルトゲームの主題歌や挿入歌を提供している。

## 人物・概要
芸名は、友人が制作していたゲームの登場人物の名前から取った（結局そのゲームは、オープニングムービーが作られたものの発売されなかった）。姓を付けず名前だけにしたのは、子どもの頃から姓で呼ばれることが多かったので、名前で呼ばれたいと思ったため。しかし電話で「声優の理多です」と名乗ると相手にうまく伝わらず、姓名や漢字を再確認されることも多いという。
2001年に佐藤ひろ美の初大阪コンサートの会場でビラ配りの手伝いをしていた時、彼女の歌に惹かれた。その後にPCゲームとその音楽の世界を知り、半年後のオーディションを受け、声優としてデビュー。声優デビュー作はminori『Wind -a breath of heart-』の月代彩役。同時期に、たまソフト『世界ノ全テ』の草薙かすみ役も演じ、デビュー時に全く傾向の違うキャラをこなしている。役柄としては元気な少年、少女からクール系ロリ、男装の令嬢から大人の女性まで役幅が広い。二面性のある役、隠された設定のあるキャラが多い。
歌手としては中低音域が深めのハスキーで独特な声質で音域が広く、音域や曲調によって歌声が大きく変化し、民謡的アプローチ、ポップス、ロックテイスト、ジャズ、バラード、コケティッシュな曲や電波ソングまで歌い分けている。2004年4月に「moment」「memoire」の2枚のアルバムを同時発売してメジャーデビューし、その後も精力的にライブ活動を行っている。2015年からは、ZABADAKの吉良知彦、アコーディオン奏者の藤野由佳とのユニットユカキラリタとしての活動も行っている。ハスキーで独特な声質になった要因については、「声帯炎を繰り返して現在のハスキーに至った」と本人がtwitterで公言した
。中学生のときはソプラノボイスだったらしい。
また、作詞家としての評価も高く、作品の世界観によくマッチングした歌詞を手掛けている。
ライブでは、関西弁のマシンガントークで客席や共演者までを煽るスタイルを取り、笑いが絶えない。かつては「自分目当てのお客は5人しか居なかった」らしい。ファンや共演する声優陣から「芸人」と呼ばれることも多く、ゲストで出演するウェブラジオの出演回では軒並み、その番組の最長収録時間をマークするほどよく喋る。
自他共に認める雨女。小学校教員の免許を持っている。

## 出演作品

### ゲーム
理多名義（声優）の活動
2002年
- Wind -a breath of heart-（月代彩）
- 世界ノ全テ（草薙かすみ）

2003年
- CROSS†CHANNEL（七香）
- 緋の月（霧）
- ふぉ〜りんLOVE（焔翔子）
- present for you（源本留美）
- 星刻のかなた（夏生妙子）
- MIND REAPER（大滝怜）

2004年
- 愛のメイドホテル物語〜愛しのスク水・メイド（真穂空）
- 海道（相澤しのぶ）
- おやつのじかん（しらたまたん）
- 夏ノ空（香坂ゆま）
- こいじばし（市ノ瀬 琉）
- ジュエルス・オーシャン（草壁真珠）
- SNOW FULL VOICE VERSION（日和川旭）
- てこいれぷりんせす!〜僕が見えない君のため〜（ミツル）
- 鉄腕がっちゅ!（リナ）
- 友達以上恋人未満（アサヒ）
- 永ワ刻（月村雅）
- Noel（天崎理理）
- はなきゅ〜（スミレ）
- ひなたぼっこ（如月静馬）
- フォーチュンクッキー（安原奈々子）
- P☆ssyCat（下川 菜津美）
- まじれす!!〜おまたせリトルウイング〜（東堂日向、李麗鳳）
- 妄想念波通信（桃歌）
- るな・るな!（多華梨毬江）

2005年
- あやかしびと（如月双七〈少年時代〉）
- おしかけおさなづま3（武蔵歩）
- ジオグラマトン（星霊宝）
- スクールフェスタ（久坂綾乃）
- SEVEN-BRIDGE（ジョエル）
- つくしてあげるの!（須藤恵）
- 魔王と踊れ! 〜Legend of the Lord of Lords〜（トリノ、チッタ）
- まじかる☆ている〜ちっちゃな魔法使い〜（ティアナ）
- MOON CHILDe（白波瀬遊）
- ユメミルクスリ（狭山みさき）

2006年
- 終末少女幻想アリスマチック（小鳥遊圭）
- 仁義ストーム The Arcade
- スクールぱにっく（双海流）
- 夏色公園 〜電波塔の下で愛を語る〜（エンプティー）
- よくばりサボテン（凰火朱鷺）

2007年
- ALICE♥ぱれーど 〜二人のアリスと不思議の乙女たち〜（山根）
- カタハネ（ニコラ・ロッカ、フローラ、チョコ）
- 彗聖天使プリマヴェールZwei（ミルフィ）
- 聖炎天使エレアノール（ニージェリアス・プルプレア）
- 赫炎のインガノック（レムル・レムル、ポルン）
- ソルティアンジュ魔法倶楽部（真琥・バルヒェット）
- 虹色あるけミカン Magic of alchemy（紬千早）
- ね〜PON?×らいPON!（カルア）
- Bullet Butlers（キャロル・ピール）

2008年
- 残暑お見舞い申し上げます。 〜君と過ごしたあの日と今と〜（カッパのカトリーヌ）
- Volume7（辻占リョウコ）[7]
- リトルバスターズ! エクスタシー（寮長）

2009年
- 鬼うた。 〜鬼が来たりて、甘えさせろとのたもうた。〜（2009年 - 2010年、姫歌） - 2作品
- だめがね（紺拓人）
- Tiara（クラヴェス）
- 白光のヴァルーシア -What a beautiful hopes-（アスル）

2010年
- airy［F］airy 〜Easter of Sant'Ariccia〜（タペルノ）[8]
- 乙女恋心プリスター（レム）
- 乙女恋心プリスターFANDISC 〜もっとHに恋せよ乙女！〜（レム）
- クドわふたー（あーちゃん先輩）
- もっと 姉、ちゃんとしようよっ!（一条鈴音）
- PARA-SOL（藤田のどか）
- ヴァニタスの羊（シロ、オリヴィア・ゴーティエ）[9]
- シオンの血族（紫苑寺初音）[10]
- 春季限定ポコ・ア・ポコ!（多々良真奈）[11]

2011年
- もっと 姉、ちゃんとしようよっ! アフターストーリー（一条鈴音）

2012年
- イモウトノカタチ（清宮律佳）[12]
- 英雄*戦姫（伊能忠敬）[13]
- 屋上の百合霊さん（古場陽香）[14]
- 学☆王 -THE ROYAL SEVEN STARS-（鉄勇二）[15]
- 平グモちゃん-戦国下剋上物語-（茄子たん）[16]
- 魔王と踊れ! コード:アルカナ（チッタ）[17]

### ドラマCD
- コイビト遊戯（女の子2）
  - ドラマCD Vol.1 滝沢蓮×藍川裕太編 南国ロマンス
  - ドラマCD Vol.3 和泉澤大貴×藍川裕太編 夏のせいかしら!?
- そして初恋が妹になる ドラマCD 〜せーしゅんライフ in 美柿野寮〜（2016年、多々良真奈）

## ディスコグラフィ
Rita名義（歌手）の活動

### ゲームボーカル
- 2002年
  - とらかぷっ! ED「きっと、ずっと」[18]
  - 夏日〜Kajitsu〜 OP「夏日」
  - Wind -a breath of heart- Songs 「Voice of Wind」「Snow Dance」
- 2003年
  - 売約済 OP「breath」
  - はじよめ OP「はじよめ」
- 2004年
  - はなきゅ〜 OP「stay」
  - 愛のメイドホテル物語〜愛しのスク水・メイド OP「Maid in Japan!」
  - 春色吐息 OP「夜想夢」
  - 夏ノ空 ED「北極星」
  - ままらぶ OP「わがままLove me do!」
  - 夕緋ノ向コウ側 OP「紅詠」
- 2005年
  - おしかけおさなづま3 OP「おしかけおさなづまのうた」
  - ダイブボカン〜おしおきだガメ〜 OP「ダイブボカンのテーマ」
  - 双子モノ 主題歌「コトヨロ」
  - 春恋*乙女 〜乙女の園でごきげんよう。〜 OP「青春*桜歌」
  - セブンブリッジ ED「Inliyor」
- 2006年
  - 雪影-setsuei- OP「雪催い」
  - 神曲奏界ポリフォニカ 1&2話OP「Crimson Calling」
  - ナースのお勉強 OP「Just wanna fall in love 〜恋のトリコ〜」 / ED「おとめのちかい」
  - 君と恋して結ばれて OP「君に恋して」 / ED「貴方と結ばれて」
  - ネコっかわいがり! 〜クレインイヌネコ病院診療中〜 OP「dote up a cat!」 / ED「Sweet Outbreak」
  - とらぶるっ! OP「四季の歯車」
  - サルバとーれ! OP「Salvatore!」 / ED「Never Fade」
  - 蒼天のセレナリア OP「ジュヴナイル」 / ED「シリウス」
  - りこりす -lycoris radiata- OP「Message in a Bottle」
- 2007年
  - SHOGUN8 OP「一陣烈風」 / ED「星花繚乱」
  - 恋する乙女と守護の楯 OP「shield nine」
  - 神曲奏界ポリフォニカ 3&4話完結編OP「Crimson Calling 完結編」
  - 神曲奏界ポリフォニカ 3&4話完結編ED「Crimson Reason」
  - リトルバスターズ! OP「Little Busters!」 / ED「Alicemagic」「雨のち晴れ」「Song for friends」「Little Busters! -Little Jumper Ver.-」
  - 仕舞妻〜姉妹妻3〜 OP「Sunshine of My Day」
  - Sugar+Spice! OP「Sugar+Spice!」 / ED「Pastel Drops」「Start from…」「Sweet Sweet Holy Night」
  - 赫炎のインガノック OP「Adenium」 / ED「IKOVE」
  - LOVE&DEAD OP「恋してるし」
- 2008年
  - マスクドシャンハイ 魔都拳侠傳 OP「熱情」 / ED「美麗的花〜うつくしき花」
  - オトメクライシス OP「CRISIS BEAT」
  - 鋼炎のソレイユ OP「ヴァルハラ」 / ED「流れ星」
  - アオイシロ OP「闇の彼方に」 / ED「水面まで」（霜月はるかとのツインボーカル）
  - リトルバスターズ! エクスタシー OP「Little Busters! -ecstasy ver.-」 / ED「Alicemagic Rockstar Ver.」
  - 霞外籠逗留記 OP「カスミカゲロウ」
  - ドレス・ウィザード! OP「ドレス･ウィザード!」
  - DokiDokiる〜みんぐ OP「ココロトキメキ」（し・ふぉ・ん名義）
  - 恋する乙女と守護の楯 -The shield of AIGIS-　OP「shield nine energy flow ver.」 / ED「rainbow place」
  - 赫炎のインガノック BGMアレンジVer.「Amnesia」 (LIAR-SOFT VOCAL COLLECTION [SALUTE!])
  - Volume7　OP「Perfect World」 / ED「Beautiful Scenery」
  - Princess Frontier 主題歌「オモウチカラ」
- 2009年
  - 水スペ 川野口ノブ探検隊〜これが秘境だ!人跡未踏!立ちふさがる商店街!八鏡大学に隠された地球最大の謎を追え!! OP「旅立ちの夜明け」 / ED「treasure explorers」
  - すまいる Cubic! -水平線まで何マイル? アフター&アナザーストリーズ OP「reach for the runway」
  - つくもの 〜やどりぎロマンス〜 OP「這い出るモノたち」 / ED「夕焼けのキャンバス」
  - Like a Butler ED「into your true heart」
  - 鬼うた。 〜鬼が来たりて、甘えさせろとのたもうた。〜 OP「紅の空」 / ED「ココロノカタチ」
  - Primary 〜Magical★Trouble★Scramble〜  OP「Primary」 / ED「Dear」
  - 痴漢専用車両2 OP「spiral of despair-resurrection-」（fripSideとのフィーチャリングボーカル。）
  - こすぷろはじめました! OP「オヒサマよりもオヒメサマ」
  - マゾ×ラブ OP「CameOn'n'GotIt」（真理絵とのツインボーカル）
  - みみをすませば ED「蒼い水の方舟」
  - 白光のヴァルーシア OP「Tistrya」 / ED「Achernar」
  - 神曲奏界ポリフォニカ アフタースクール OP「Straight Seeker」
  - スズノネセブン! Sweet Lovers' Concerto OP「恋は∞まじっく!」（真理絵とのツインボーカル）
  - 紅殻町博物誌 OP「apoptosis」、ED「refrain」
- 2010年
  - 月染の枷鎖 -the end of scarlet luna- OP「ツキソメ」
  - 鬼まり。〜鬼が夢見し常の世に、至る幼き恋のはじまり。〜 OP「ハジマリノトキ」（あさり☆、手塚りょうことのトリオボーカル）
  - ぴゅあらっ! OP「Kokoro-Pure」
  - お姫様は、ぱんてられお OP「笑顔のキミをみせて」
  - どすこい!女雪相撲 胸がドキドキ初場所体験 挿入歌「〜真白慕情〜」
  - エヴォリミット OP「OVERDRIVE」
  - ヒメと魔神と恋するたましぃ OP「千年の絆」
  - ポヨポヨおっぱいさま〜 OP「キミでいっぱい」
  - さくらビットマップ 挿入歌「桜の咲く頃」、イメージソング「恋をしよーよ」
  - 信天翁航海録 OP「濛々たる黒煙は咲き」、ED「CORAZON」
  - 紫影のソナーニル -What a beautiful memories- OP「rosa morada」、ED「Wisteria」
  - ワンド オブ フォーチュン2 〜時空に沈む黙示録〜 主題歌「輝きの未来」
  - 蝶の毒 華の鎖 主題歌「花香り 涙ほろり」
- 2011年
  - Marguerite Sphere -マーガレット スフィア- OP「笑顔のスフィア」
  - 神曲奏界ポリフォニカPLUS 主題歌「Last Word」
  - ラブライド・イヴ ED「Happy Froat」 ※歌：片霧烈火＆霜月はるか＆Rita
  - ユユカナ -under the Starlight- OP「約束」
  - らぶ2Quad OP「Temptation」 ※歌：Rita&Duca
  - LEGEND SEVEN 〜白雪姫と7人の英雄〜 ED「bonds ～絆～」
  - 花散峪山人考 OP「Melancholia」、ED「damn」
  - 彼女は高天に祈らない -quantum girlfriend- OP「quantum faith」、ED「KANOSORA-カノソラ-」、ED「World's happy end」
  - あっぱれ!天下御免 ED「あっぱれ!謳歌」
  - お前のパンツは何色だ!? OP「Dear My Chocolate」
- 2012年
  - ホチキス OP「恋のプロセス」
  - 屋上の百合霊さん OP「Girl's spirit-オトメノキモチ-」、ED「New Day」、挿入歌「AA愛!」
  - Strawberry Feels～ストロベリー・フィールズ～ 2nd OP&挿入歌「SilverBird」
  - ピンポンぱんつ！ ED「ふたりのかげぼうし」
  - 追奏のオーグメント OP「慟哭のRevise」
  - 平グモちゃん－戦国下剋上物語－ OP「でとねいたー！」、ED「疾風の行方」
  - 黄雷のガクトゥーン 〜What a shining braves〜 OP「Tonitrus」、ED「quaerere」
- 2013年
  - 魔導書(グリモワール)の司書 OP「Bookmark Memories」
  - 魔法少女カナタTS OP「resistance」
  - 僕らの頭上に星空は廻る OP「僕らの頭上に星空は廻る」
  - あおぞらストライプ OP「Blue Liner」
  - √ハーレム！ Root Harem！ OP「ルート・ハーレム！」
  - ガールズ be アンビシャス！ OP「Boys & Girls be amibitious!」 ※歌：Rita&民安ともえ
  - 恋咲く都に愛の約束を ～Annaffiare～ OP「パノラマ・ブルー」、ED「リンガリング・パレード」
- 2014年
  - レーシャル・マージ ED「恋の魔法」 ※solfa feat.Rita名義
  - 帝都飛天大作戦　OP「厭穢欣浄」
  - スクランブル・ラバーズ　ED「Dear My Lover」
  - サツコイ～悠久なる恋の歌～　OP「Blue on Blue」／ED「悠久恋歌」
  - あの晴れわたる空より高く　グランドED「Into the Cosmos」
  - 恋春アドレセンス　OP「Spring Time Spring!」
  - 女王蜂の王房　輝夜編　主題歌「堕天の戀」
  - 女王蜂の王房　めのう編　主題歌「流砂の薔薇」
- 2015年
  - 果つることなき未来ヨリ　OP「果てなき未来」
  - フェアリーテイル・レクイエム　OP「フェアリーテイル」
  - 英雄クロニクル　テーマソング「黄金の絆」
  - ひめごとユニオンLast Secret　ED「二人の歩幅」
  - 英雄RPG聖域の冒険者　テーマソング「いつか天命つきるまで」
  - 塔の下のエクセルキトゥス　OP「塔の下のエクセルキトゥス」
  - 見上げてごらん、夜空の星を　OP「Winter Diamond」
  - 幕末機関異聞ラストキャバリエ　OP「鳶飛戻天」
- 2016年
  - 恋する乙女と守護の楯 ～薔薇の聖母～  OP「shining brave」
  - Sunrider: Liberation Day  OP「宙の鼓動」
  - 時計台のジャンヌ ～Jeanne a la tour d’horloge～  OP「La Pucelle」
  - ハナヒメ＊アブソリュート！  ED「Glimmer」
  - カタハネ ―An' call Belle―  OP「Life goes on.」
  - 大迷宮＆大迷惑 -GREAT EDGES IN THE ABYSS-  OP「冒険者たち」
  - 大迷宮＆大迷惑 -GREAT EDGES IN THE ABYSS-  ED「See ya!」
  - あきゆめくくる  OP「roop ～遠い世界のキミに贈るたったひとつの恋の歌～」

### TVアニメーションボーカル
- SHIROBAKO
  - 劇中アニメ「第三飛行少女隊」OP「Alice in Blue」／ED「Angel Fly」

#### 2023年
| 発売日  | 商品名                                              | 歌 | 楽曲                                                   | 備考                                                               |
| ------- | --------------------------------------------------- | --- | ------------------------------------------------------ | ------------------------------------------------------------------ |
| 2月15日 | 逆境☆不惑☆フラクション/ レッツゴー・マイ・ハウス!!! | 橋本みゆき、榊原ゆい、Rita with AiRI、Ayumi.、片霧烈火、川村ゆみ、佐咲紗花、Duca、中恵光城、のみこ、美郷あき、yozuca*、rino、riya | 「逆境☆不惑☆フラクション」                             | テレビアニメ『犬になったら好きな人に拾われた。』オープニングテーマ |
| 2月15日 | 逆境☆不惑☆フラクション/ レッツゴー・マイ・ハウス!!! | Rita with チームうさぎ（AiRI、中恵光城、yozuca*、riya）                                                                           | 「逆境☆不惑☆フラクション Rita with チームうさぎ ver.」 |                                                                    |

### その他ボーカル
- 舞台「人狼TLPT #12 STEAM」テーマソング「Missing Link」
- 舞台「PRISM」テーマソング
- 舞台「WORLD」テーマソング
- 松本城擬人化キャラまつ姫キャラクターソング「まつもったん」

### コンピレーション
- mignon（みにょん） （2006年12月29日発売、涼森ちさととのユニット「し・ふぉ・ん」として）
- macoron（マカロン） （2007年12月29日コミックマーケット73先行販売、2008年1月25日一般販売、涼森ちさとのユニット「し・ふぉ・ん」として）
- murmur（まーまー） （2009年8月14日コミックマーケット76先行販売、2009年9月18日一般販売、涼森ちさとのユニット「し・ふぉ・ん」として）
- Rita's Hour04 （-HolyNight Unplugged- LIVE SELECT-）
- doll〜歌姫〜vol.3 涼 （コンピレーションアルバム「てのひらのなかの夏」「can't live without you」の2曲参加）
- GWAVE SuperFeature's vol.3『Mermaid Kiss』にて計名さや香とのボーカルユニット「Natural*Orange」として参加
- GWAVE SuperFeature's vol.7『Sugar+Complete』にてボーカル曲4曲担当
- GWAVE SuperFeature's vol.10『ゴールデン パロ・スペシャル-May-Be SOFT Hyper Audio Fan Disc-』
- GWAVE SuperFeature's vol.15『恋文ロマンチカ 歌謡全集 -ソラノネ-』
- GWAVE SuperFeature's vol.16『Sweetsongs』
- リトルバスターズ! ORIGINAL SOUNDTRACK（2007年9月28日発売）ボーカル曲を全て担当
- Rockstar Busters!（2007年12月29日発売）リトルバスターズ!のリミックスアルバム
- リトルバスターズ! エクスタシートラックス（2008年8月15日発売）ボーカル曲の大部分を担当
- ライアーソフト×Blueberry&Yogurt コラボCD 『salute!』（コミックマーケット74先行販売、2008年8月22日一般販売）
- Precious Road -わたしだけの地図-（羽鳥風画 PRESENTS コンセプトアルバム、2010年5月26日発売）
- Yell（真理絵&Rita名義、2010年6月11日発売）
- スチームパンク5周年CD 『ricordo』（Liar-soft presents STEAMPUNK LIVE 『Night of Steampunk』、コミックマーケット79先行発売）
- solfa feat.Rita collection album 『magistral』（2011年12月29日発売）
- サウンドストーリーCD 『ナジュムの星空』（プロデュース作品、C83冬コミ先行で発売、2012年2月15日一般発売）
- Innocent Grey×Liar-soft　Collaboration “Rita-tsukin” Presents 『隻眼のティンダロス』（霜月はるかとボーカル、2012年9月22日発売）
- ライアーソフト/レイルソフト ボーカルコレクションCD 第2弾 『Prosit!』（予約特典マキシCD『どすこい！女雪相撲』挿入歌「真白慕情」もボーカル、2013年8月23日発売）
- オオフジツボとリタ コラボミニアルバム 『夕暮れの声』（2013年12月7日発売）
- Rita×MISHAORU Presents『箱庭ランプ〜ひとりとふたりの約束〜』（シングルCD2枚セット、2013年12月31日先行発売）
- 菊池達也とRita コラボシングル「オトノナミ」
- Blueberry&Yogurt + 藤野由佳 コラボミニアルバム『螺子巻く夜の記憶』
- 月猫とリュートproject with Rita『HOME』
- ユカキラリタ『よぶこえ』

## インターネットラジオ
- らじおのじかん
- らじおのじかん2
- らじおのじかん2.5
- らじおのじかん3
- らじおのじかん3.5
- らじおのじかん4
- らじおのじかん4.5
- らじおのじかん5
- らじおのじかん6
- らじおのじかん まりまりな編(Webラジオ 大野まりなと緒田マリのまりまりな第9回をジャック)
- 教えて! セイリオスゼロ
- おしえて! せいりおすぜろわん
- とり☆ついラジオ
- おしえて せいりおすでゅぷれくす
- もっと!姉、ちゃんと聞いてよ♪（音泉：2010年5月11日 - ）

## メールマガジン
- みにりた。（創刊日不明 - 2005年3月22日休刊、2005年8月9日復刊、2008年4月5日廃刊）

## その他
- Rita×SHAFT Seirios 00(2008)
- Rita×SHAFT Seirios 01(2009)
- Rita×SHAFT Seirios 02(2010)